# Emil von Förster
Emil von Förster (též Emil Ritter von Förster; 18. října 1838 – 14. února 1909) byl původem vídeňský architekt, který realizoval několik staveb také v Čechách.

## Život
Emil von Förster byl synem architekta Ludwiga von Förstera. Vystudoval vídeňské akademické gymnázium a poté berlínskou akademii. V roce 1860 vstoupil do architektonického ateliéru svého otce, který po jeho smrti roku 1863 převzal.
Po cestě do Toskánska, kde studoval italskou architekturu, se vrátil zpět do Vídně. 3. února 1895 byl císařem jmenován do představenstva odboru pozemního stavitelství na Ministerstvu vnitra. Förster zřídil v rámci odboru architektonický ateliér, kde byly zpracovávány nejen důležité stavební projekty, ale i jejich integrace do životního prostředí. Förster tak měl velmi významný vliv na celou stavební činnost v monarchii kolem roku 1900. Přesto byl tou dobou také stále aktivní jako nezávislý architekt.
Emil von Förster zemřel 14. února 1909 ve svém vídeňském bytě na Maximilianplatz 15 (dnešní Rooseveltplatz 15-17).

## Dílo
Emil von Förster navrhoval jak soukromé obytné budovy, tak i veřejné budovy. Pro jeho architektonickou tvorbu je charakteristická monumentalita a reprezentativnost, ale také dobře promyšlené prostorové uspořádání a elegantní design interiéru. Upřednostňoval italskou neorenesanci a jen málokdy se od ní stylově odklonil.
Přehled jeho tvorby je velmi rozsáhlý. Mezi jeho nejznámější vídeňské realizace patří:
- Ringtheater (1872–1874)
- Dorotheum (1898–1901)
- kancelářský a obytný komplex Maximilianhof na Währinger Straße (1887–87)
- a mnoho obytných a činžovních domů

V Čechách navrhl:
- hotel a pension v parku u společenského domu Casino, Mariánské Lázně (kolem roku 1875)
- rakouskou banku Kreditanstalt v Praze Na Příkopě 850/8 (1896)[3]
- Justiční palác v Praze ve Spálené ulici 6/2 (1901–1903)
- Justiční palác v Českých Budějovicích (1902–1904)
- budovu Okresního soudu s vězeňským dvorem v Karlových Varech (1905)[4]
- návrh Nového zámku v Chodové Plané (nerealizováno)[5][6]

Förster architektonicky působil i v dalších zemích, například v Maďarsku nebo severní Itálii.

## Galerie

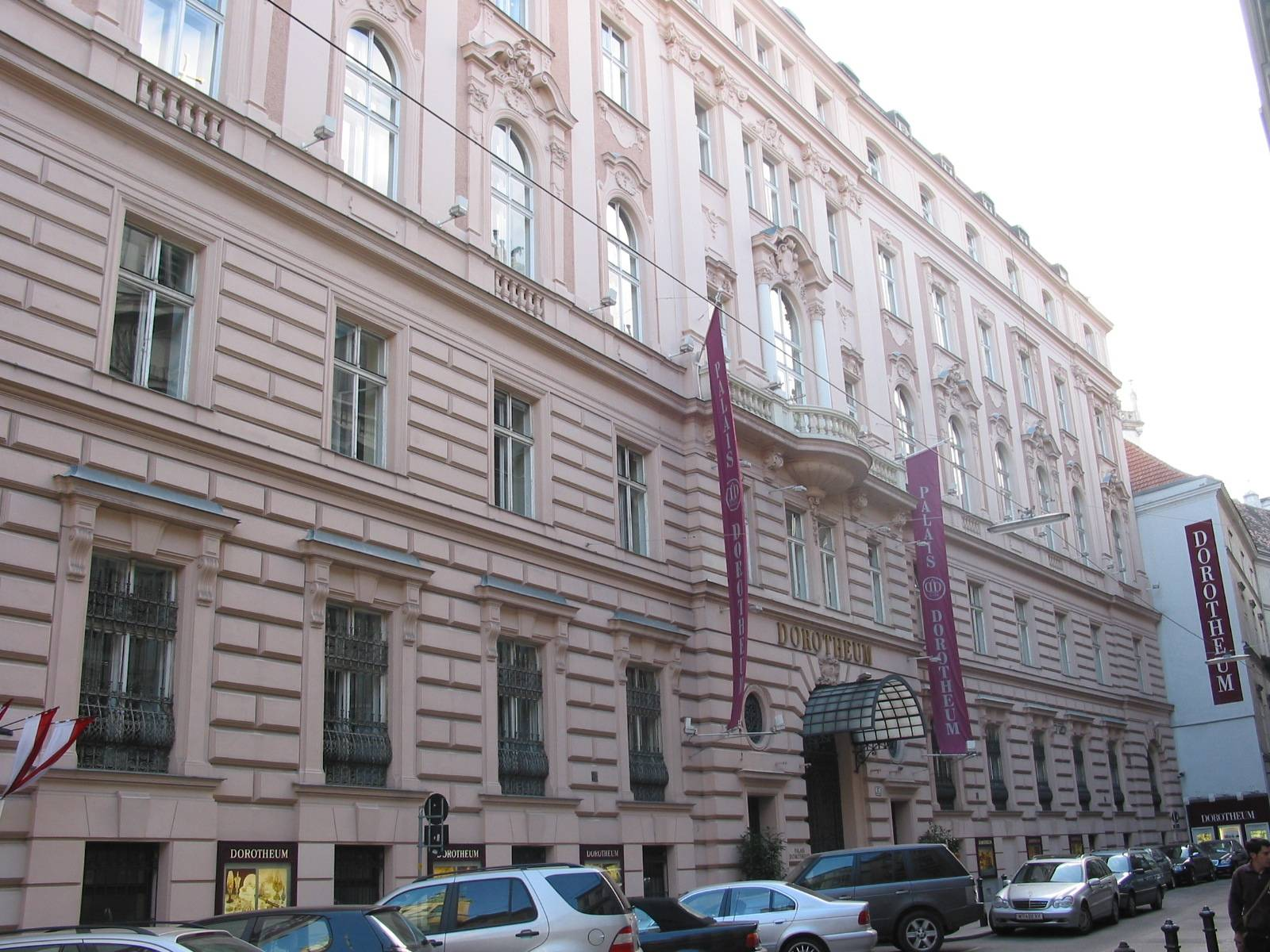
Dorotheum ve Vídni
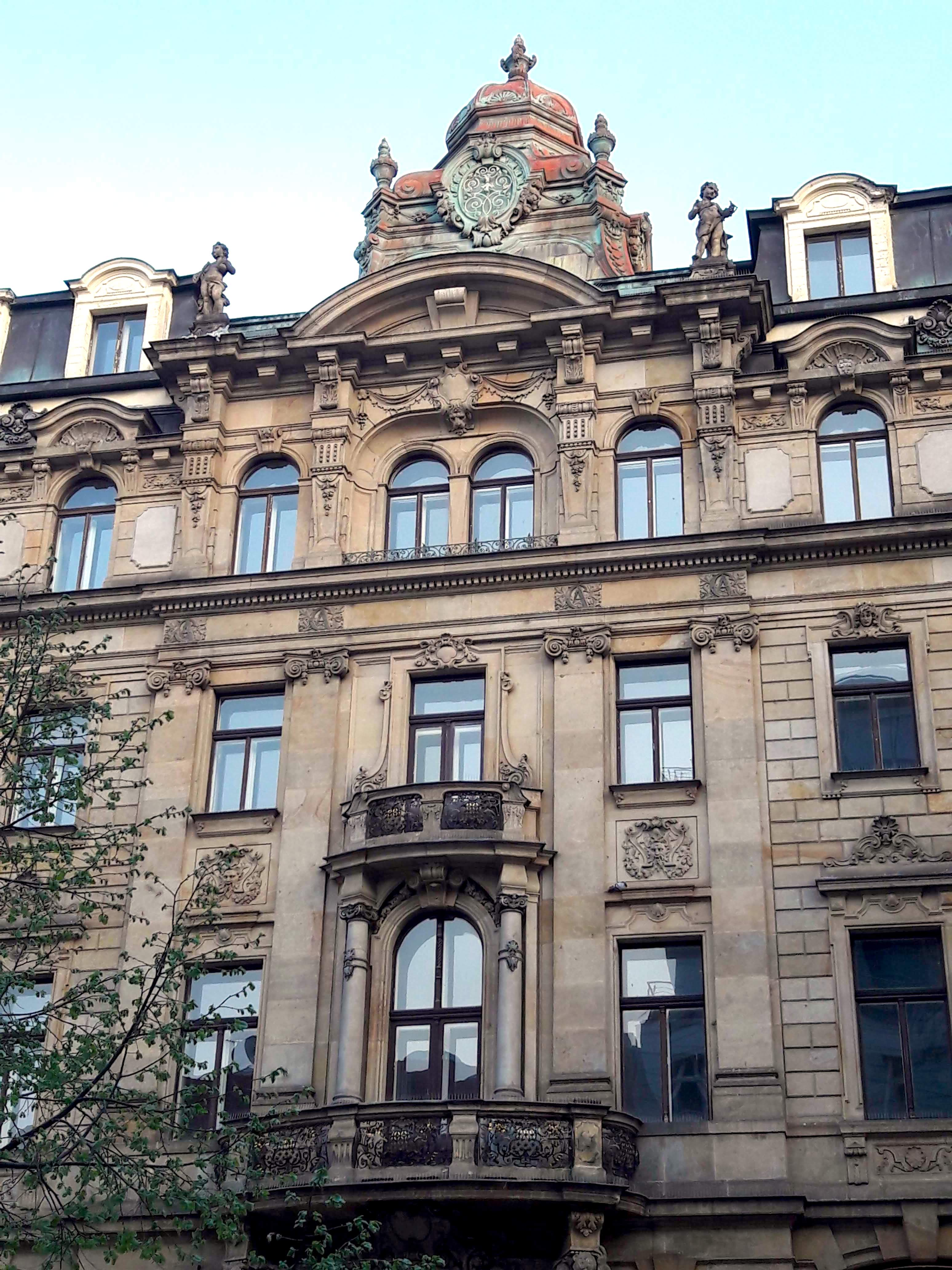
Budova banky Kreditanstalt v Praze Na Příkopě – detail fasády a kupole
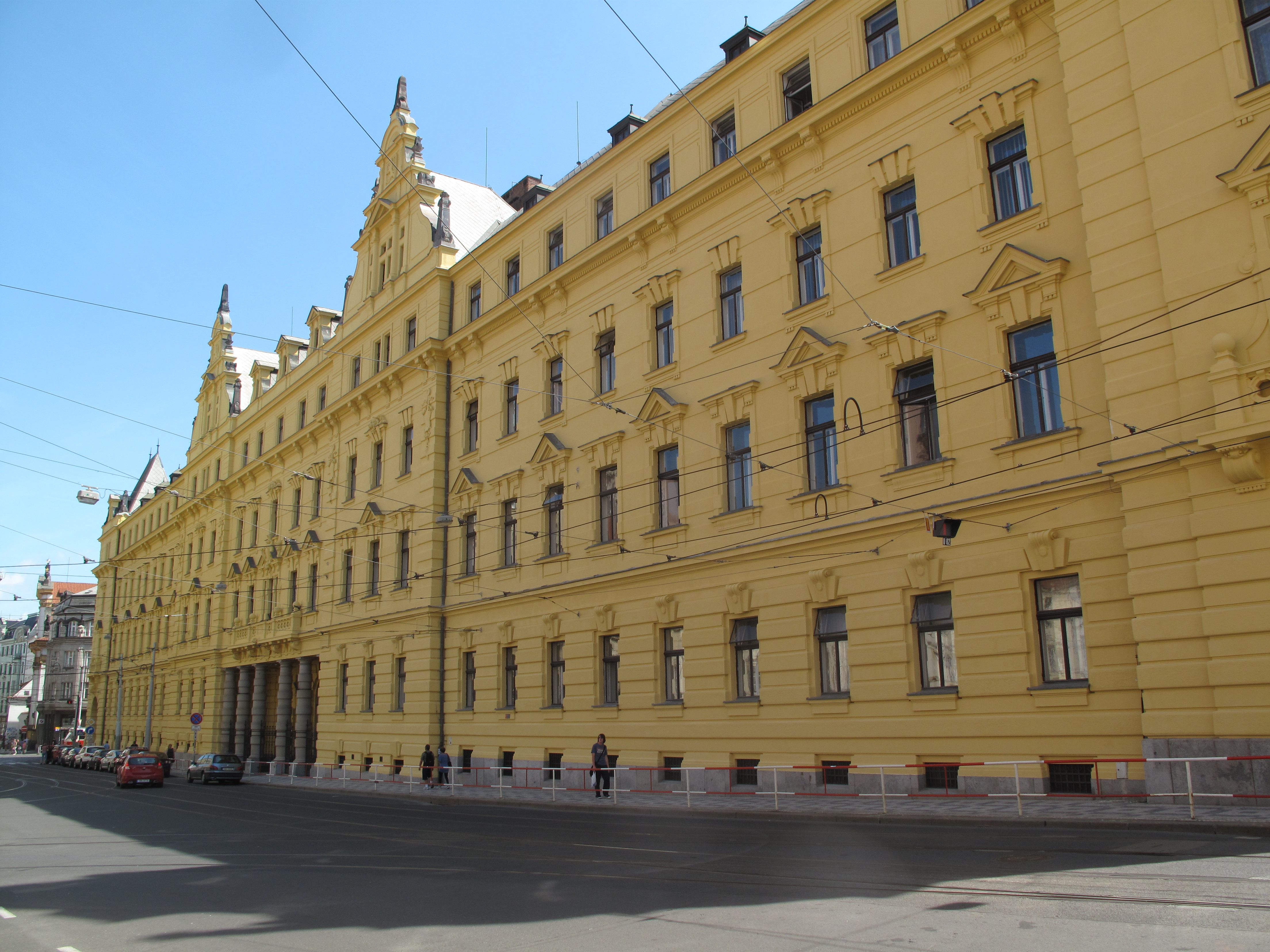
Justiční palác v Praze
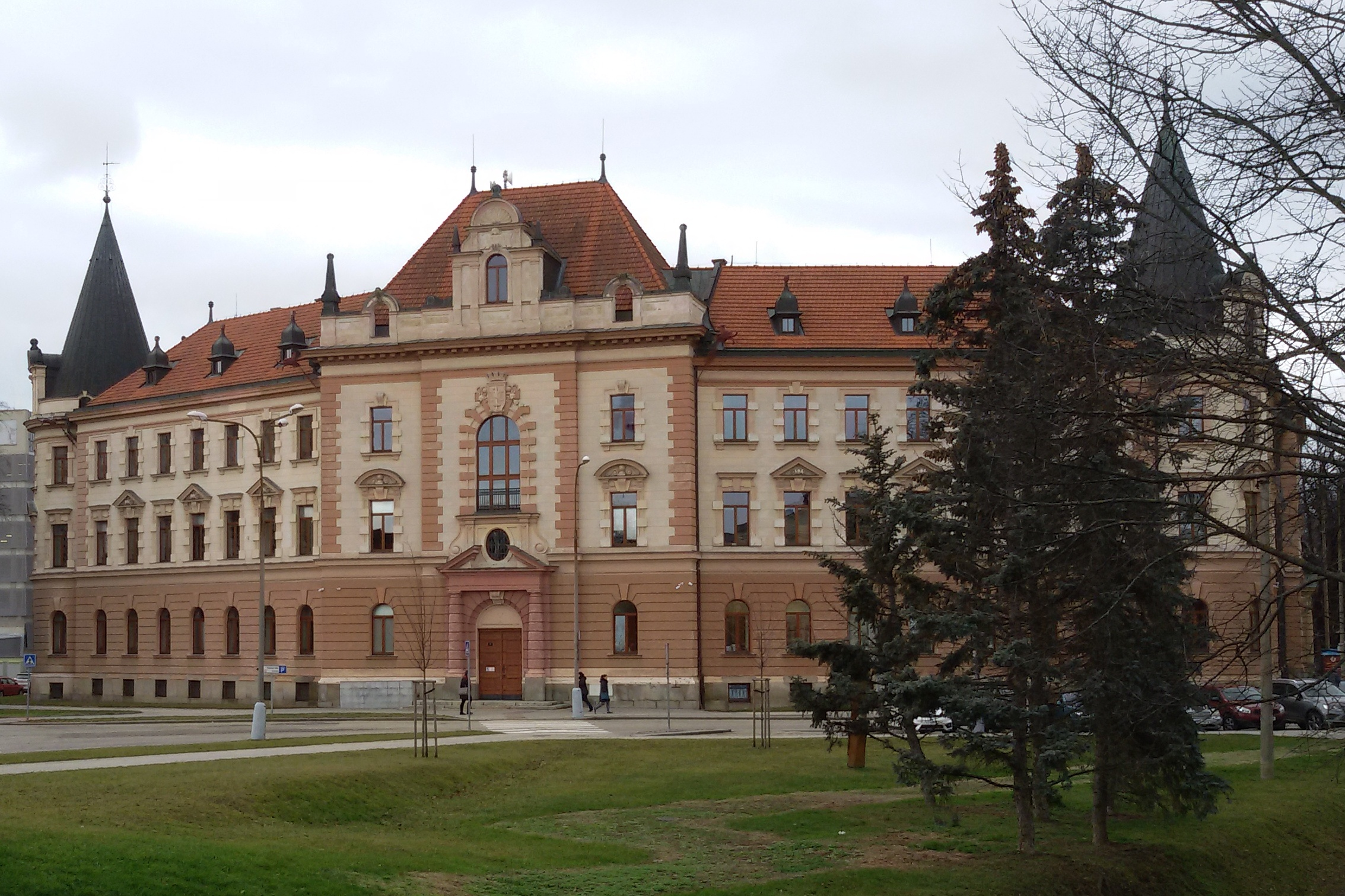
Justiční palác v Českých Budějovicích
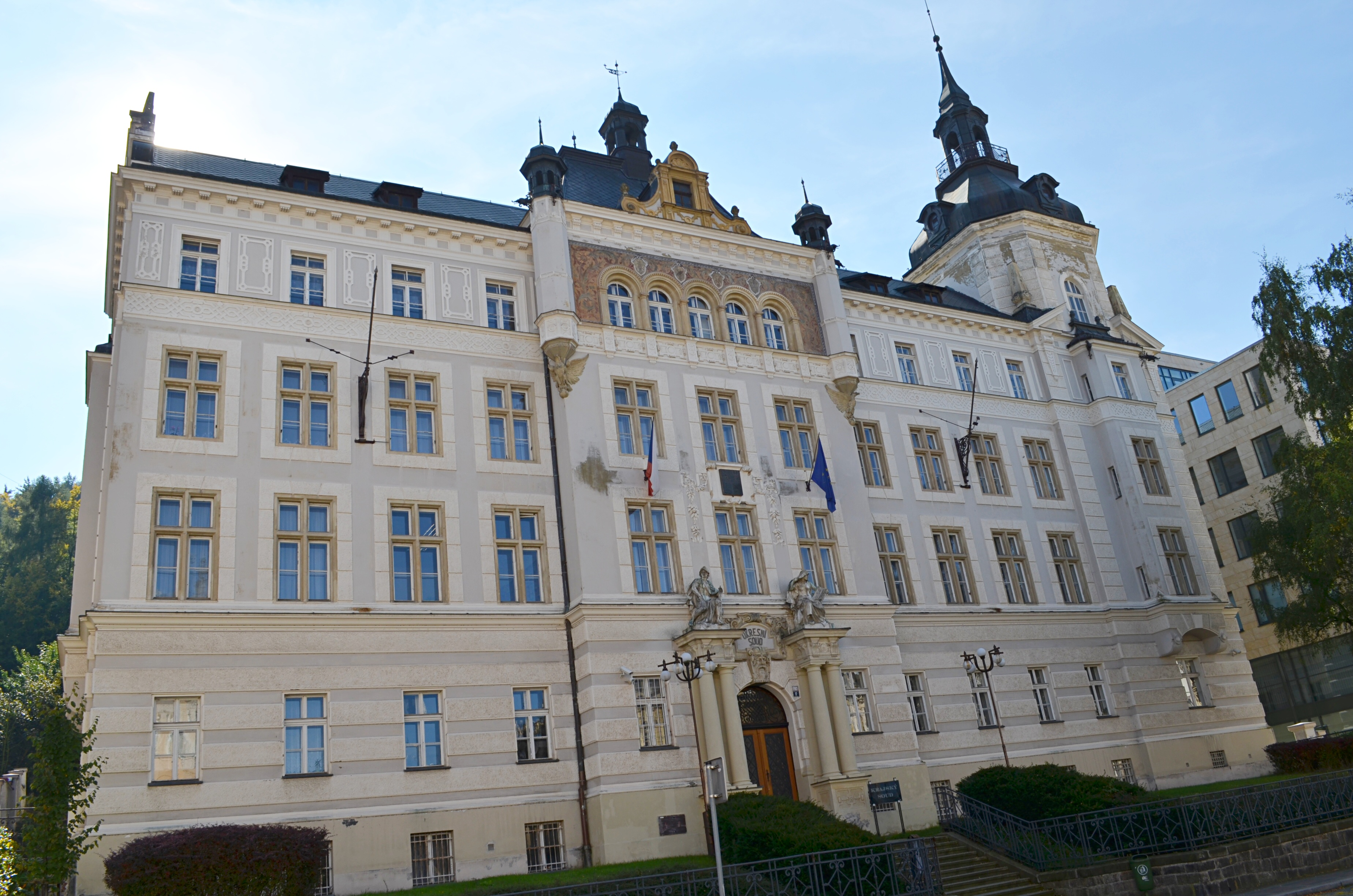
Budova soudu v Karlových Varech